# Spiegelhypsometer
Das Spiegelhypsometer war ein Gerät zur Höhenmessung von Bäumen in der Forstwirtschaft, das bis in die 1930er Jahre hinein verwendet wurde. Sein Erfinder, der hessische Oberförster Martin Faustmann, stellte das Messinstrument 1856 erstmals vor.

## Beschreibung
Faustmanns Spiegelhypsometer bestand aus einem rechteckigen, dünnen Holzbrett von 18 mal 8,2 Zentimetern, an dem einige Zusatzteile befestigt waren. Das Gerät war so kompakt, dass der Förster es neben Notizbuch und Zollmaß in der Jackentasche tragen konnte. Die Zusatzteile wurden nur zur Messung ausgeklappt.
Die wesentlichen Bestandteile des Geräts waren:
- ein zweiteiliges Visier (Diopter) aus Messing mit Guckloch und einem waagerecht gespannten Pferdehaar,
- eine Höhenskala, auf Papier gedruckt,
- ein schmaler Beobachtungsspiegel (2,5 cm) an einem Scharnier,
- ein Schieber mit einer Entfernungsskala und
- ein daran befestigtes Senklot (Senkel) aus einem Seidenfaden mit einem Bleigewicht.

Durch den Schieber konnte man den Aufhängepunkt des Senklots je nach der Entfernung vom zu messenden Baum verändern. Optimale Ergebnisse lieferte das Spiegelhypsometer laut Faustmann dann, wenn der Förster den Baum aus einer Entfernung anvisierte, die ungefähr der Baumhöhe entsprach.
Zum Schutz vor Feuchtigkeit war die Höhenskala mit Firnis bestrichen und der Schieber mit Leinöl getränkt.

## Funktion
Vor der Messung mit dem Spiegelhypsometer muss lediglich eine Größe bekannt sein, nämlich die Entfernung vom Beobachtungspunkt zum Baum, die so genannte Standlinie. Man kann sie abschreiten oder mit einem Längenmessgerät (Schnur, Bandmaß) messen.
Den Schieber des Spiegelhypsometers zieht man entsprechend der Entfernung aus, lässt das Lot an seinem Faden vor der Höhenskala schwingen und visiert die Baumspitze an. Sobald das Lot seine Pendelbewegung beendet hat, liest man über den Spiegel die Baumhöhe an der Skala ab. Damit die Skala leichter abgelesen werden kann, sind die Zahlen in Spiegelschrift geschrieben.

## Mathematische Grundlagen
Das Spiegelhypsometer basiert auf dem Prinzip der ähnlichen Dreiecke (Strahlensatz). Das Senklot teilt auf dem Brettchen ein rechtwinkliges Dreieck ab. Dessen Winkel sind gleich groß wie die Winkel des Dreiecks, das aus dem Baumstamm und dem Beobachtungspunkt gebildet wird.
Nach diesem Prinzip waren bereits vor dem Spiegelhypsometer so genannte Messbrettchen als Höhenmesser in Gebrauch gewesen – eine Art senkrecht gestellter Messtisch.

## Geschichte
Die grundlegende Neuerung Faustmanns war ein beweglicher Spiegel. Dadurch konnte der Förster beim Anvisieren des Baumwipfels gleichzeitig das Senklot und die Skala beobachten.
Bis dahin benötigte der Förster entweder einen Gehilfen, um die Baumhöhe abzulesen, oder er musste zum Ablesen den Lotfaden festhalten und das Gerät umdrehen. Wenn er dabei kein Stativ verwendete, konnte es durch Erschütterungen zu unkalkulierbaren Messfehlern kommen. Der Spiegel machte das Stativ entbehrlich.
Bereits im Mai 1854 hatte Martin Faustmann in der Allgemeinen Forst- und Jagdzeitung den Klappspiegel als sinnvolle „Verbesserung an den Baumhöhenmessern“ bezeichnet.
In der Dezemberausgabe 1856 formulierte er die Anforderungen an ein Gerät zum Messen der Baumhöhe. Es sollte preiswert, bequem zu transportieren und leicht anzuwenden sein und es sollte die Baumhöhe ohne umständliche Berechnungen mit hinreichender Genauigkeit (ein bis zwei Prozent) anzeigen. Winkelinstrumente wie Theodolit und Spiegelsextant wiesen zwar eine höhere Genauigkeit auf, setzten sich aber wegen ihrer umständlichen Handhabung und hohen Kosten im Forst nicht durch. Stattdessen wurden so genannte Messbrettchen verwendet. Seine Weiterentwicklung bezeichnete Faustmann als „ein Messbrettchen in seiner Vollendung“.
Das Gerät war zusammenklappbar, so dass es der Förster in einem kleinen Kästchen oder Futteral leicht ins Revier mitnehmen konnte. Der besondere Vorteil des Spiegelhypsometers im Vergleich zu dem in der gleichen Zeit entstandenen Weise’schen Höhenmesser lag darin, dass man die Baumhöhe direkt ablesen konnte, ohne trigonometrische Berechnungen anstellen zu müssen.
Die Grenzen seines Messinstruments sah Martin Faustmann dort, wo etwa beim Nivellement von Wegen eine große Genauigkeit gefragt war. Um das Gefälle einer kurzen Wegstrecke oder einer Bergwand rasch zu bestimmen, sei das Spiegelhypsometer hingegen gut geeignet. Um den Höhenwinkel zu bestimmen, eine in der Praxis selten vorkommende Aufgabe, wurde eine trigonometrische Tafel mit dem Messinstrument mitgeliefert.
Auch einen didaktischen Nutzen sah Faustmann in seiner Erfindung. Durch den beweglichen Schieber sei es „vorzugsweise geeignet, die Theorie dieser Art von Höhenmessung klar zu machen“.

## Hersteller und Weiterentwicklung
Bereits nach der ersten Veröffentlichung in der Allgemeinen Forst- und Jagdzeitung war das Spiegelhypsometer lieferbar. Martin Faustmann hatte eine erste Auflage seiner Messinstrumente produzieren lassen. Später stellte er die Geräte gemeinsam mit seiner Ehefrau Sophie selbst her. Er verkaufte sie für zunächst zwei Gulden und 24 Kreuzer (= eineinhalb Taler) mit Futteral, Gebrauchsanweisung und Winkeltafel.
Nach dem Tod Martin Faustmanns 1876 vertrieb seine Witwe das Spiegelhypsometer weiter.
Später wurden die Geräte auch von anderen Herstellern gebaut. So ergänzten Hartmann & Braun in Frankfurt die Konstruktion um eine faltbare Verbindung, die den Spiegel stützte.
Das Spiegelhypsometer wurde nicht nur in Europa verwendet, sondern auch in Australien und den USA. Dort wurde das Instrument unter anderem von Keuffel & Esser in New York in einer robusteren Version angeboten: mit Metallrahmen, einem zusätzlichen Handgriff und einer versilberten, gravierten Skala.

## Weblink mit Abbildung
- http://www.plumbbob.de/129801.html